# SN 1993H
SN 1993H – supernowa typu Ia odkryta 20 marca 1993 roku w galaktyce E445-G66. Jej maksymalna jasność wynosiła 16,99m.